# Francesco Confalonieri (militare)
Francesco Confalonieri (Milano, 1896 – Monte Chiarista, 30 dicembre 1940) è stato un militare italiano, insignito della medaglia d'oro al valor militare alla memoria nel corso della seconda guerra mondiale.

## Biografia
Nacque a Milano nel 1896, figlio di Francesco e Adelaide Amigoni. 
Partecipò alla prima guerra mondiale con il 5º Reggimento alpini con il grado di sottotenente della Milizia Territoriale in forza alla 120ª Compagnia mitraglieri, dove conseguì la promozione a tenente dal 4 aprile 1917. Rimasto ferito in combattimento a Selo il 20 agosto 1917, fu decorato con una medaglia d'argento al valor militare. fu trattenuto in servizio a domanda alla fine della guerra e nel giugno 1923 fu trasferito in servizio permanente effettivo. Destinato dapprima all'8º Reggimento alpini, ritornò al 5º Reggimento pochi mesi dopo, trasferendosi, con la promozione a capitano, nel luglio 1934, alla Scuola allievi ufficiali di Bassano del Grappa in qualità di istruttore. Nell'aprile 1938 partì volontario per la Spagna al comando della 3ª Compagnia d'assalto del 2º Reggimento "Volontari del Littorio", dove fu insignito di medaglia d'argento al valor militare in Catalogna e medaglia di bronzo al valor militare a Rio Albertosa. Rimpatriato nel giugno 1939 dopo avere riportato una seconda ferita in combattimento, ritornò alla Scuola di Bassano del Grappa. Promosso maggiore nel 1940, fu trasferito al 9º Reggimento alpini ed assunto il comando del battaglione alpini "Vicenza", il 3 ottobre dello stesso anno partì per l'Albania per combattere sul fronte greco albanese. Insignito della medaglia di bronzo al valor militare il 28 ottobre 1940, cadde in combattimento sul Monte Chiarista il 30 dicembre successivo. Per il coraggio dimostrato in questo frangente venne insignito della medaglia d'oro al valor militare alla memoria.

### Fonti
1. ↑  Gruppo Medaglie d'Oro al Valore Militare 1965, p. 514.
2. ↑  Combattenti Liberazione.
3. 1 2 3 4 5 6 7  Bianchi, Cattaneo 2011, p. 262.
4. ↑  Bianchi, Cattaneo 2011, p. 263.
5. ↑   Confalonieri Francesco, su quirinale.it, Presidenza della Repubblica Italiana. URL consultato il 19 luglio 2020.
6. ↑  Registrato alla Corte dei conti addì 12 marzo 1943, registro n.11 guerra, foglio 37.